# バスティーア・ウンブラ
バスティーア・ウンブラ（伊: Bastia Umbra）は、イタリア共和国ウンブリア州ペルージャ県にある、人口約21,000人の基礎自治体（コムーネ）。

## 地理

### 位置・広がり

#### 隣接コムーネ
隣接するコムーネは以下の通り。
- アッシージ
- ベットーナ
- ペルージャ
- トルジャーノ

### 気候分類・地震分類
バスティーア・ウンブラにおけるイタリアの気候分類 (it) および度日は、zona D, 1994 GGである。
また、イタリアの地震リスク階級 (it) では、zona 2 (sismicità media) に分類される。